# نهائي دوري أبطال إفريقيا 2005
نهائي دوري أبطال أفريقيا 2005 هي المباراة النهائية للنسخة 41 إما هي المباراة النهائية للنسخة التاسعة بالنظام الجديد .
وتوج بها النادي الأهلي المصري على حساب النجم الساحلي التونسي .

## الفرق
| الفريق        | وصول سابق (الخط الغليظ يشير إلى بطل تلك النسخه) |
| ------------- | ----------------------------------------------- |
| الأهلي        | 4 (1982 ، 1983 ، 1987 ، 2001)                   |
| النجم الساحلي | 1 (2004)                                        |

## النهائي
| النجم الساحلي | 0-0   | الأهلي |
| ------------- | ----- | ------ |
|               | تقرير |        |

| الأهلي                                 | 3 - 0 | النجم الساحلي |
| -------------------------------------- | ----- | ------------- |
| أبو تريكة 20' · حسني 51' · بركات 90+1' | تقرير |               |